# Zolnai Béla
Zolnai Béla (Székesfehérvár, 1890. március 10. – Budapest, 1969. május 26.)  magyar irodalomtörténész, nyelvesztéta, egyetemi tanár, az MTA tagja (levelező: 1940, rendes: 1948–1949), az irodalomtudományok doktora (1955).

| Zolnai Béla                               | Zolnai Béla                                     |
| Kattints az alábbi külső linkek egyikére! | Kattints az alábbi külső linkek egyikére!       |
| ----------------------------------------- | ----------------------------------------------- |
| Nem található szabad kép.(?)              |                                                 |
| külső link · jogvédett                    | Zolnai Béla. Magyar életrajzi lexikon. Arcanum. |

| Zolnai Béla                               | Zolnai Béla |
| Kattints az alábbi külső linkek egyikére! | Kattints az alábbi külső linkek egyikére!                                                                                                 |
| ----------------------------------------- | --- |
| Nem található szabad kép.(?)              | |
| külső link · jogvédett                    | Ebben a házban élt és alkotott 1925-től 1940-ig Zolnai Béla irodalomtudós a Francia Tanszék professzora. Szeged. Bolyai utca. JATE. 1990. |

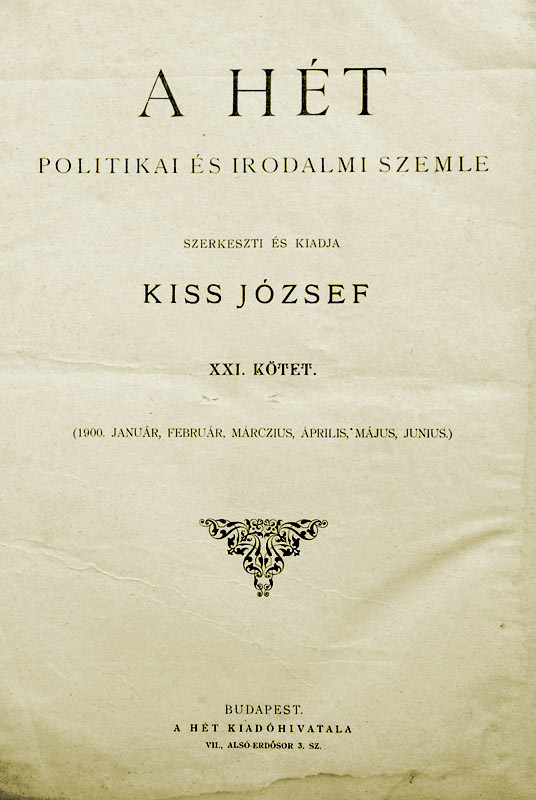
A Hét című lap rovatvezetője (1916–1918)

Kutatási területe: összehasonlító irodalomtörténet; a magyar és a francia irodalom története a 18–20. században; nyelvesztétika.

## Életpályája
A magyar királyi tanárképző-intézeti gyakorló főgimnáziumban (1902–1906) és a kolozsvári katolikus főgimnáziumban tanult (1906–1908), Kolozsvárott érettségizett (1908). Eötvös-kollégistaként a Budapesti Tudományegyetemen magyar–német–francia szakon tanult. Többször volt tanulmányúton nyugat- és közép-európai országokban. Két hónapot töltött Franciaországban 1912-ben, 1912–13-ban egy tanévig a Berlini Egyetemen volt, később (1922–23-ban) szintén egy egész tanévet töltött a párizsi egyetemen. Rövidebb tanulmányutakat tett Ausztriába, Csehszlovákiába, Lengyelországba és Svájcba. 
1914–1923 között Budapesten volt gimnáziumi tanári állásban. 1923-ban a budapesti Pázmány Péter Tudományegyetemen habilitálták magántanárrá „Összehasonlító irodalomtörténet és a magyar-francia érintkezések” témakörből. 1924-től Pécsett, a Pozsonyból áttelepített Magyar Királyi Erzsébet Tudományegyetemen nyilvános rendes tanár, majd 1925–1940 között a szegedi Ferenc József Tudományegyetemen a Francia Filológiai Intézet vezetője volt. 1940–1945 között a Kolozsvárra visszaköltözött Magyar Királyi Ferenc József Tudományegyetem Francia Filológiai Intézetét vezette. 
Alkotói periódusának fénykora a szegedi és a kolozsvári egyetemen töltött évekre (1925–1948) esett. A Szellem és Életben az egy éve elhunyt Reményik Sándorról közölt esszét (1942. 230–232), a Magyar Nemzetben pedig Kritikai echó c. sorozatában foglalkozott a költő életműve java részét felölelő összes versekkel (1942. október 30.), ugyanitt Kuncz Aladár, Molter Károly és Nyirő József önéletrajzi fogantatású műveivel (1943. február 7.), a Kolozsvár c. folyóiratban pedig Áprily Lajos Peer Gynt-fordításával (1941/8). Tanulmányt közölt a 48-as Erdély c. gyűjteményes kötetben is (Kolozsvár, 1943). Az 1946-ban induló Utunk is munkatársai között tarthatta számon: Vesztett tanítványok nyomában címmel Radnóti Miklósra emlékezett (1947/11), kritikát közölt Szerb Antal Gondolatok a könyvtárban c. posztumusz könyvéről (1947/1). 1948–1950 között Budapesten dolgozott, utóbb az MTA Nyelvtudományi Intézetének munkatársa volt.
1950-ben nyugdíjazták, MTA-tagságától is megfosztották (melyet post mortem 1989-ben visszakapott), de kutatási területe, a nyelvészet és a stilisztika révén, nem szorult ki a tudományos közéletből. Halála alkalmából számos jeles nyelvész, irodalmár, stiliszta méltatta munkásságát vezető szakfolyóiratokban, köztük Gáldi László; Gyergyai Albert; Németh G. Béla; Szathmári István.

## Családja
Nagyszülei: Tömlő János, Retezár Erzsébet; Szladics Károly (meghalt: 1876, Pozsony) ügyvéd, járásbíró, Adler Lucia (= Luca, meghalt: 1936).
Szülei: Zolnai Gyula; 1888-ig Tömlő Gyula (1862–1949) nyelvész, az MTA tagja, Szladits Ilona (1863–1935) polgári iskolai tanár.
Testvérei: Zolnai Klára (1892–1945) könyvtáros, bibliográfus és Zolnai Sándor (1895–1972) orvos.
Felesége 1924. június 16-tól Hackenberger Emma, Hackenberger Károly pozsonyi mérnök és Nagy Gizella leánya. Házasságot Budapesten kötöttek. Elvált.

## Munkássága
A Hét – Kiss József lapja irodalmi rovatvezetője (1916–1918). Szegeden barátságot kötött Juhász Gyula költővel. Segítette Radnóti Miklós indulását, és ő tette lehetővé Szerb Antal magántanári habilitációját. 1927–1942 között alapította és szerkesztette a Széphalom című szellemtörténeti folyóiratot. A Széphalomnak jeles munkatársai voltak, köztük Szerb Antal, Juhász Gyula, Kosztolányi Dezső, Szabó Lőrinc, Radnóti Miklós.
Szerkesztette az Études Françaises disszertációsorozatot 1927–1945 között, e sorozatnak 23 kötete jelent meg és még három kötete a sorozaton kívül, a Zolnai által szervezett doktori iskola fiatal tudósai adhatták itt közre tudományos dolgozataikat. Munkatársa volt a párizsi Revue des Études Hongroisesnak, az Encyclopaedia Britannicának (1922) és a Magyar Nyelv Értelmező Szótárának (1959). Több írását Garázda Péter álnéven adta közre.
A magyar irodalomtörténet területén főleg Rákóczi Ferenc és Mikes Kelemen életútjával és munkásságával foglalkozott, s Chateaubriand magyar hatásaival. Ez irányú kutatásai nyomán születtek a janzenizmusról szóló művei: A janzenizmus európai útja (Budapest, 1933); A janzenizmus kutatása Közép-Európában (Kolozsvár, 1944). Ezekre a munkáira Nyugat-Európában is felfigyeltek, konferenciák szívesen látott vendége volt. 1940-ben írta meg könyvét a Magyar biedermeierről, melyet 1993-ban hasonmás kiadásban újra megjelentettek.
Kedvelt kutatási területe volt a stilisztika, a szavak hangulatának tanulmányozása. Számos tanulmányában foglalkozott e témákkal: A látható nyelv (1926); Szóhangulat és morfológia (Budapest, 1936); Szavak sorsa (Budapest, 1939); Nyelv és stílus (Budapest, 1957); Nyelv és hangulat (Budapest, 1964). A második világháború idején Kolozsvárott Zolnainál tanult Fónagy Iván, aki Zolnai irányítása mellett kezdett foglalkozni a költői nyelv hangtanával.
Számottevő műfordítói tevékenysége, francia nyelvről fordított magyarra, többek közt Benjamin Constant, Gustave Flaubert, Paul Bourget, Maurice Maeterlinck, Romain Rolland műveiből.

## Legfontosabb publikációi

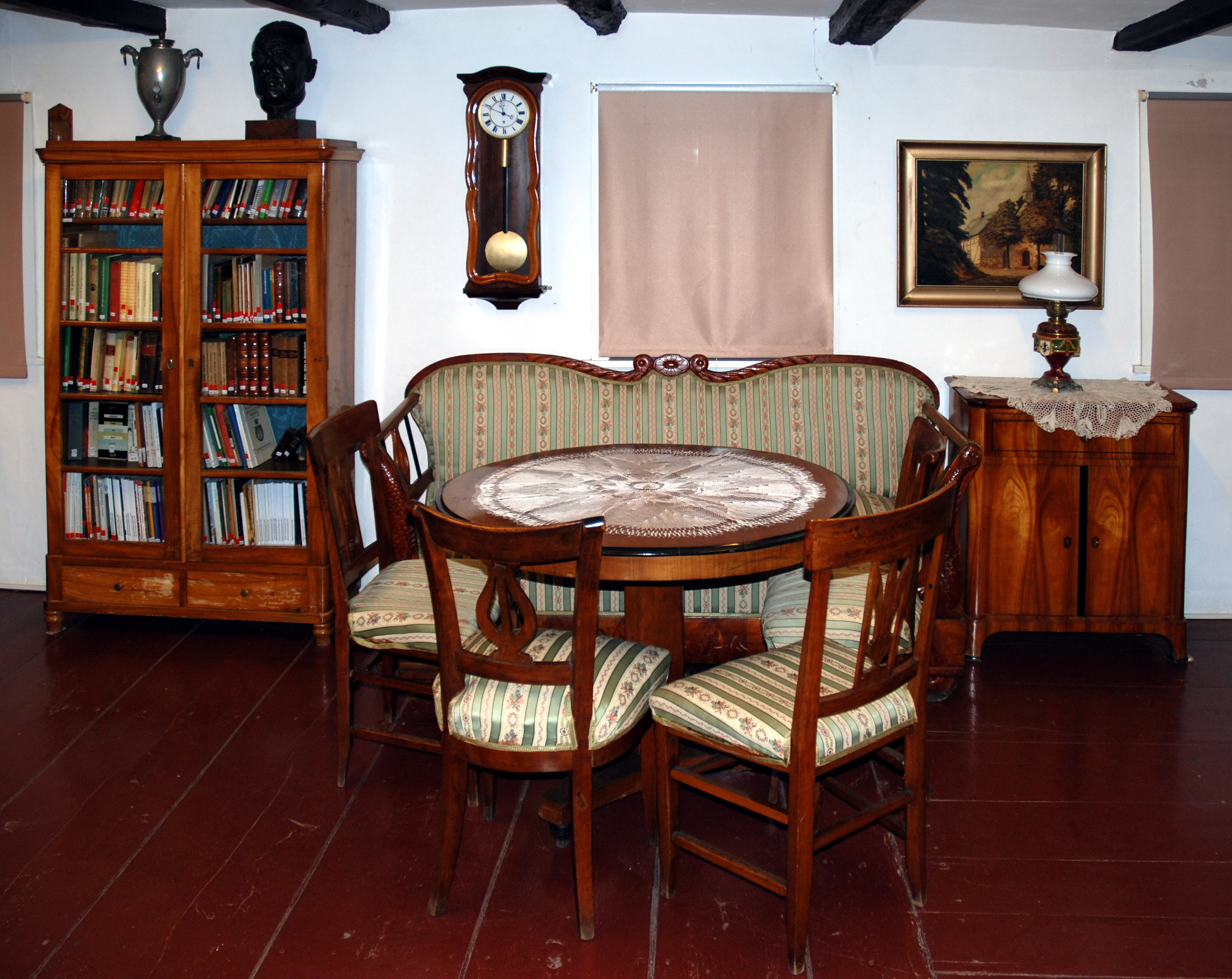
Biedermeier szobabelső (Otthon-múzeum, Eversberg)

- A repozitórium keresőben közli Zolnai Béla 94 publikációinak adatait, továbbá 583 olyan publikációt ahol Zolnai Bélára munkáira hivatkoznak. (magyar nyelven). SZTE. Klebelsberg Kuno Könyvtára. Egyetemi Kiadványok. A repozitórium. (Hozzáférés: 2022. június 27.)
- Az Árgirus-kérdés történetéhez. (Irodalomtörténet, 1912. 3.)
- A Szép Ilonka keletkezéséhez. (Egyetemes Philológiai Közlöny, 1912)
- Szigligeti Struensee-jének forrásai. (Egyetemes Philológiai Közlöny, 1913)
- Szigligeti Szökött katonájának külföldi elemei. Adatok a drámatípusok történetéhez. Egyetemi doktori értekezés is. (Budapest, Franklin, 1914)
- Német párhuzam Gyöngyösi Palinodiájához. (Irodalomtörténet, 1914. 6-7.)
- Br. Eötvös József levelei német tudósokhoz. (Egyetemes Philológiai Közlöny, 1914)
- Adatok Chateaubriand hatásához. (Egyetemes Philológiai Közlöny, 1915)
- Katona József egy elveszett fordításáról. (Irodalomtörténet, 1915. 1-2.)
- Mikes Törökországi leveleinek keletkezéséhez. (Egyetemes Philológiai Közlöny, 1915)
- Péterfy-esszék franciául. (Nyugat, 1915. 11.)
- A kisleány baja. (Irodalomtörténet, 1916. 3-4.)
- Szigligeti szerepei. (Irodalomtörténeti Közlemények, 1916. 4.)
- Fehér László balladája. (Irodalomtörténet, 1917. 4.)
- Garay Obsitosához. (Egyetemes Philológiai Közlöny, 1917)
- Az Agis-kérdéshez. (Egyetemes Philológiai Közlöny, 1918)
- Shakespeare-motívumok irodalmunkban. (A Magyar Shakespeare Társaság kiadványa. Bp., 1918)
- Esztétikai szempontok a nyelvtudományban. (Magyar Nyelv, 1920)
- Forradalom és irodalom. (Irodalomtörténet, 1921)
- Mátyás-mondáink eredete és fejlődése. (Irodalomtörténet, 1921. 3-4.)
- Mikes és a francia szellemi élet. (Egyetemes Philológiai Közlöny, 1921)
- Az idegen szavak. Nyelvesztétikai tanulmány. 1–5. (Magyar Nyelv, 1921. 9-10., 1922. 1-3., 4-6., 7-8., 1923. 1-4. és külön egy füzetben: Bp., 1923)
- Nyelvtudomány és szellemtörténet. (Minerva, 1922)
- Az összehasonlító irodalomtörténet mai állásáról. (Minerva, 1923)
- Magyar janzenisták. (Minerva, 1924)
- Iskolai magyar nyelvtan. A gimnáziumok, a reálgimnáziumok és a reáliskolák számára. Bódis Sándorral. (Bp., 1925)
- Magyarország a francia irodalomban. (Egyetemes Philológiai Közlöny, 1925)
- Művészet és szellemtörténet. (Minerva, 1925)
- Rákóczi-emlékek Franciaországban. (Emlékkönyv Klebelsberg Kuno negyedszázados kultúrpolitikai működésének emlékére, születésének 50. évfordulóján. Bp., 1925)
- Encyclopaedia Britannica. (Nemzeti Újság, 1925. ápr. 8.)
- II. Rákóczi Ferenc könyvtára. 1–3. (Magyar Bibliofil Szemle, 1925 és külön egy füzetben: Bp., 1926)
- A látható nyelv. (Minerva Könyvtár 3. Bp., 1926)
- Magyarcélú filológia. (Minerva, 1926)
- Nyelvek harca. (Magyar Nyelv, 1926. 3-4.)
- Modern irodalmunk és az irodalomtudomány. (Széphalom Könyvtár 1. Szeged, 1927)
- A janzenista Rákóczi. (Széphalom Könyvtár 3. Szeged, 1927)
- A nyelv és az élet. (Magyar Nyelv, 1927. 3-6.)
- A nyelvi kifejezőség formái. (Minerva, 1927)
- Juhász Gyula. – Tótágas Ady körül. – Transsylvanizmus. (Széphalom [folyóirat], 1927)
- A kettészakadt irodalomtudomány. – Futball-fölény. – Homokra épülő Parnasszus. (Széphalom [folyóirat], 1928)
- Balassi és a platonizmus. (Minerva Könyvtár 14. Bp., 1928)
- Körmondat és tiráda. Tanulmány a klasszikus és romantikus stílus kérdéséhez. (Minerva Könyvtár 20. Bp., 1929)
- Kosztolányi árulása. – Neokonzervativizmus avagy Mire megvénülünk. – Bornemisza pogány bölcsei. – Rimay platonizmusához. (Széphalom [folyóirat], 1929)
- A francia bálvány. Egy szó silisztikája. (Társadalomtudomány, 1930)
- Mikes Kelemen. Fejezet az irodalmi gondolat történetéből. (Minerva Könyvtár 29. Bp., 1930)
- Barcelonai kaland. – Bécsi biedermeier. – Az irodalmi gondolat. (Széphalom [folyóirat], 1930)
- Bécsi francia nyomtatványok. (Széphalom [folyóirat], 1931)
- Négyesy László és középiskolai tanítványai. (Irodalomtörténet, 1931. 1.)
- A párizsi magyar tanszék. – Könyvtár és kultúrfölény. (Széphalom [folyóirat], 1932)
- A janzeizmus európai útja. (Minerva Könyvtár 45. Bp., 1933)
- Forradalom és a szellemi együttműködés. – Pénzpuffasztás és nyelvszegényítés. (Széphalom [folyóirat], 1933)
- Klebelsberg Kuno emlékezete. Tonelli Sándorral. (A Széphalom Könyvtára. Szeged, 1933)
- A gallikanizmus magyar visszhangja. (Minerva Könyvtár 51. Bp., 1934)
- Rákóczi, az író. (Rákóczi Emlékkönyv. I. köt. Szerk. Lukinich Imre. Bp., 1934 és külön: Bp., 1935)
- Biedermeier és az idealizmus. (Vigilia, 1935. 4.)
- Hang és nyelv. (Minerva, 1935)
- Irodalom és biedermeier. (Acta Litterarum ac Scientiarum Regiae Universitatis Francisco-Josephinae. Sectio philologica 7. Szeged, 1935)
- Szellemtörténet és anti-biedermeier. (Széphalom [folyóirat], 1935)
- Szóhangulat és kifejező hangváltozás. Nyelvesztétikai tanulmány. (Acta Litterarum ac Scientiarum Regiae Universitatis Francisco-Josephinae. Sectio philologica 8. Szeged, 1935)
- Berzeviczy és Ady. (Széphalom [folyóirat], 1936)
- Az irodalomtudomány változásai. (Szellem és élet, 1936. 2.)
- Népszövetségi „entrétien” Budapesten. (Budapesti Szemle, 1936)
- Pintér Jenő a szegedi egyetemen. (Irodalomtörténet, 1936. 1.)
- Szóhangulat és morphológia. (Nyelvtudományi Közlemények, 1936)
- Mots d’origine hongroise en français. (Revue des Études Hongroises, 1936/37)
- Mikes eszményei. (Minerva Könyvtár 55. Bp., 1937)
- Az ókor-szemlélet változásai. (Szellem és élet, 1938. 5.)
- La littérature hongroise. (Visages de la Hongrie. Bp., 1938)
- Zrínyi világa. Előhang egy tanulmányhoz. (Magyar Szemle, 1938)
- Expresszív hangváltozás. (Széphalom [folyóirat], 1938)
- A „néma” nemzet. (Apolló, 1939)
- Európa és a magyar irodalom. Előtanulmány egy külföldi publikációhoz. (Szellem és élet, 1939. 3. és külön: A Szellem és élet könyvtára. 14. Szeged, 1939)
- Líraiság és realizmus a magyar stílusban. (Magyar Nyelv, 1939. 7.)
- Szavak sorsa, magyar gondolatformák. (Minerva Könyvtár 56. Bp., 1939)
- Szóhangulat és kifejező hangváltozás. (Acta Litterarum ac Scientiarum Regiae Universitatis Francisco-Josephinae. Sectio philologica 12. Szeged, 1939)
- A magyar stílus. (Mi a magyar? Szerk. Szekfű Gyula. Bp., 1939 és külön: A Magyar Szemle könyvei. 15. Bp., 1940 hasonmás kiad.: Bp., Helikon Könyvkiadó, 1992)
- A műkedvelő Purista lelki alkata. (Szellem és élet, 1940. 3. és külön: A Szellem és élet könyvtára. 14. Szeged, 1940)
- Erdély egyeteme. (Minerva Könyvtár. Bp., 1940)
- Le hongrois parmi les langues de l’Europe. (Nouvelle Revue de Hongrie, 1940)
- La ballada épique. (Helicon, 1940)
- Nyelvművelő. Antipurista cikkek. (Akadémiai Értesítő, 1940)
- Ungarische Literatur. (Ungarn. Das Antlitz einer Nation. Bp., 1940)
- A magyar biedermeier. Részben akadémiai székfoglaló is. (Elhangzott: 1940. okt. 7. megjelent önállóan: Magyarságismeret 3. Bp., 1940 hasonmás kiad.: Bp., Holnap Könyvkiadó, 1993)
- Áprily Peer Gyntje. (Szellem és élet, 1941. 1. és külön: A Szellem és élet könyvtára. Új sorozat. 20. Kolozsvár, 1941)
- II. Rákóczi Ferenc. (Magyar életrajzok. Bp., Franklin, 1942)
- Reményik Sándor halálára. – Rostandtól Adyig. (Széphalom [folyóirat], 1942)
- Szerepjátszás és szóvállalás a nyelvben. (Emlékkönyv Melich János 70. születésnapjára. Bp., 1942)
- Az író. Szekfü Gyula 60. születésnapjára. (Magyar Szemle, 1943)
- Erdélyi biedermeier. – Rákóczi-emlékek. (Széphalom [folyóirat], 1943)
- A janzenizmus kutatása Közép-Európában. (Universitas Francisco-Josephina, Kolozsvár, Acta Philosophica 4. Kolozsvár, 1944)
- Világirodalom és nemzeti irodalom. (A művelődés könyvtára. 17. Bp., 1944)
- Szavak demokráciája. (Romániai Magyar Szó, 1947. szept. 29.)
- Irodalom és forradalom. (Akadémiai Értesítő, 1948)
- A balladáról. Akadémiai székfoglaló is. (Elhangzott: 1949. jún. 13.)
- A francia anyanyelvi oktatás tanulságai. (Magyar Nyelvőr, 1954. 5-6.)
- Megjegyzések a készülő magyar kézi szótárhoz. (Magyar Nyelv, 1955. 3.)
- Kosztolányi levele az Ady-vitáról. (Irodalomtörténeti Közlemények, 1955. 1.)
- Rákóczi bécsújhelyi olvasmányai. (Irodalomtörténeti Közlemények, 1955. 3.)
- Emlékezés Riedl Frigyesre. (Irodalomtörténeti Közlemények, 1956. 3.)
- Megjegyzések a Magyar Nyelv Kéziszótárának szemelvényeihez. Gortvay Györggyel, Hexendorf Edittel, Kálmán Endrével. (Magyar Nyelvőr, 1956. 1.)
- Ungarn und die Erforschung des Jansenismus. (Festschrift für Edward Winter. Berlin, 1956)
- Nyelv és stílus. Tanulmányok. (Bp., Gondolat Könyvkiadó, 1957)
- Emlékezés Juhász Gyulára. (Irodalomtörténeti Közlemények, 1957. 1-2.)
- Pozsony és a jozefinizmus. (Irodalomtörténeti Közlemények, 1957. 3.)
- Megjegyzések a Rákóczi-kérdéshez. (Irodalomtörténet, 1957. 1.)
- Kosztolányi, Nietzsche, Juhász. (Irodalomtörténet, 1958. 3-4.)
- Megjegyzések Arany „tematikájáról”. (MTA Nyelv- és Irodalomtudományok Osztálya Közleményei, 1958)
- Epikus románc, dalrománc. 1–3. (Filológiai Közlöny, 1958 és Modern filológiai tanulmányok. Bp., 1958 franciául: Contributions à l’histoire des termes „ballade” et „romance”. Acta Linguistica, 1958)
- Néhány újabb nyelvi jelenség. (Magyar Nyelvőr, 1958. 2.)
- Az európai janzenizmus történetéhez. (Filológiai Közlöny, 1959. 1-2.)
- Ady-emlékek. (Irodalomtörténet, 1959. 1.)
- A purizmus pöre. Gondolatok a nyelvészkongresszus körül. (Könyvtáros, 1960. 1.)
- Nyelv és társadalom. (Könyvtáros, 1960. 2.)
- A könyv is műemlék. (Könyvtáros, 1960. 4.)
- Örök változás a nyelvben. (Könyvtáros, 1960. 9.)
- Relációs, viszonyulásos hanghatások a költői nyelvben. (Irodalomtörténet, 1962. 1.)
- A nyelvalkotás eszközei: éneklő szavak. (Nyelvtudományi Értekezések, 1963)
- Hotelszobák lakója: Ady, Verlaine, Porché. (Irodalomtörténeti Közlemények, 1963. 5.)
- Nyelv és hangulat. A nyelv akusztikája. (Budapest, Gondolat Könyvkiadó, 1964)
- II. József és az osztrák reformkatolicizmus. (Filológiai Közlöny, 1964. 3-4.)
- A látható nyelv. (Replika. Szociológiai viták és kritikák. Társadalomtudományi folyóirat, 1998)
- Nemzet és szellemtörténet. Tanulmányok. Szerk., a bevezetést írta Miskolczy Ambrus. (Kisebbségkutatás könyvek. Budapest, Lucidus Könyvkiadó, 2009)

## Műfordításai (válogatás)
- Paul Bourget: A tanítvány (regény, 1919)
- Benjamin Constant: Adolphe (regény, 1920)
- Gustave Flaubert: Heródiás (elbeszélés, 1920)
- Théophile Gautier: A múmia lába (elbeszélés, 1920)
- Maurice Maeterlinck: Az eltemetett templom (esszék, 1920)
- Henry Bordeaux: Egy tisztességes asszony (regény, 1922)
- Gustave Flaubert: Három mese (Hevesi Andrással, Lányi Viktorral) (1924)

## Díjai, elismerései (válogatás)
- az MTA Sámuel-díja (1922)
- MTA irodalomtörténeti jutalma (1923)
- Francia Becsületrend lovagja (1937)
- MTA levelező tagja (1940)
- MTA rendes tagja (1948–1949)
- Irodalomtudományok doktora (1955)
- Akadémiai Jutalom (1958)
- Akadémiai Díj (1966)[18]